# Strzała (gromada)
Strzała – dawna gromada, czyli najmniejsza jednostka podziału terytorialnego Polskiej Rzeczypospolitej Ludowej w latach 1954–1972.
Gromady, z gromadzkimi radami narodowymi (GRN) jako organami władzy najniższego stopnia na wsi, funkcjonowały od reformy reorganizującej administrację wiejską przeprowadzonej jesienią 1954 do momentu ich zniesienia z dniem 1 stycznia 1973, tym samym wypierając organizację gminną w latach 1954–1972.
Gromadę Strzała z siedzibą GRN w Strzale utworzono – jako jedną z 8759 gromad – w powiecie siedleckim w woj. warszawskim, na mocy uchwały nr VI/10/18/54 WRN w Warszawie z dnia 5 października 1954. W skład jednostki weszły obszary dotychczasowych gromad Chodów, Purzec, Strzała i Żytnia ze zniesionej gminy Niwiski w tymże powiecie. Dla gromady ustalono 15 członków gromadzkiej rady narodowej.
31 grudnia 1961 z gromady Strzała wyłączono część obszaru wsi Strzała o powierzchni 39 ha, włączając ją do miasta Siedlce (powiat miejski) w tymże województwie, po czym gromadę Strzała zniesiono, włączając jej (pozostały) obszar do gromady Niwiski w powiecie siedleckim, oprócz wsi Strzała, Purzec i Żytnia, które włączono do nowo utworzonej gromady Siedlce tamże.